# Хейкель, Ивар
Ивар Август Хейкель (1861—1952) — финский филолог-классик, профессор и ректор Императорского Александровского университета (с 1917 года — Хельсинкского университета).

## Биография
Среднее образование получил в лицее Вааса (1878). Учился в Императорском Александровском университете, который окончил со степенью бакалавра искусств (1883). Через два года защитил диссертацию. Работал в должности профессора греческой литературы в Александровском (Хельсинкском) университете (1888—1926). Дважды избирался ректором университета (1907—1911, 1920—1922). Автор книги об истории университета, выпущенной к его 300-летию в 1940 году.
Специалист по «Церковной истории» и другим трудам Евсевия Кесарийского.
Также был активным общественным деятелем, выступавшим за социальные реформы. Был депутатом Финляндского сейма 1904—1905 годов от духовенства. Многие годы состоял членом правления Общества друзей шведской народной школы.